# Giovanni Antonio Magini

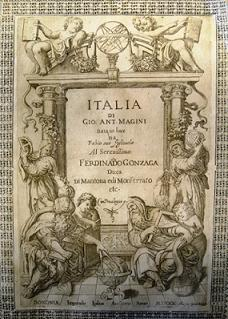
Atlas de Magini

Giovanni Antonio Magini (en latin, Maginus) (Padoue, 13 juin 1555 - Bologne, 11 février 1617) est un astronome, astrologue, cartographe, mathématicien et universitaire italien.

## Biographie

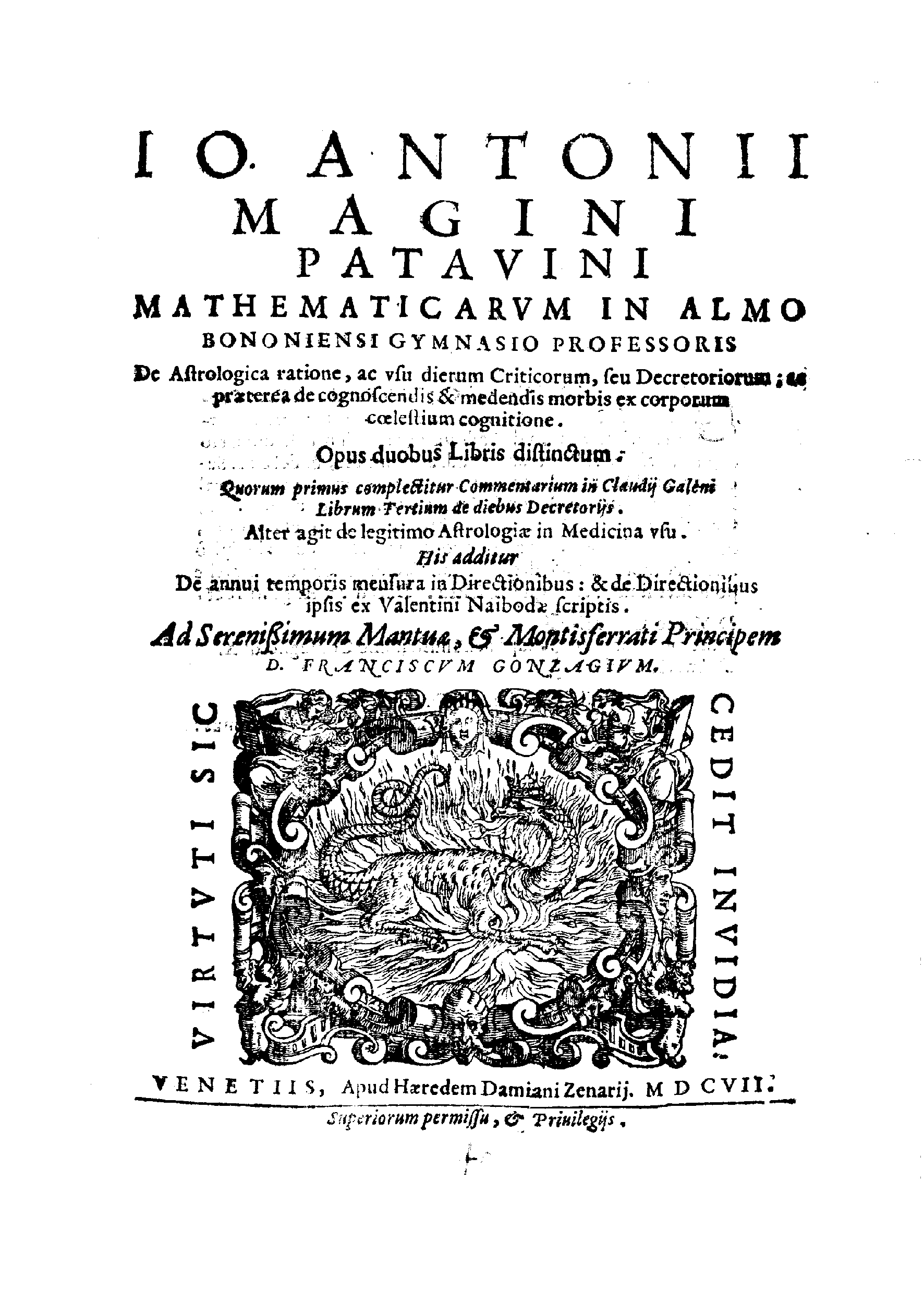
De astrologica ratione, 1607

Fils de Pasquale Magini, citoyen de Padoue, Giovanni Antonio Magini a suivi des études en philosophie à université de Bologne en 1579.
Se consacrant ensuite à l'astronomie, il a écrit en 1582 Ephemerides coelestium motuum, traduit l'année suivante en italien.
En 1588, il a été choisi, devant Galilée, pour occuper la chaire de mathématiques de l'université de Bologne après la mort d'Egnatio Danti. Magini a soutenu une vision géocentrique du monde, à contre-courant du système héliocentrique émergent de Copernic. Magini a conçu sa propre théorie planétaire : le système de Magini était composé de onze sphères tournantes, qu'il a décrit dans Novæ cœlestium orbium theoricæ congruentes cum observationibus N. Copernici (Venise, 1589).
Dans De planis triangulis (Venise, 1592), il s'est intéressé à l'utilisation des quadrants dans la topographie et à l'astronomie. En 1592, Magini a publié Tabula tetragonica et en 1606, il a conçu des tables trigonométriques extrêmement précises. Il a  aussi travaillé sur la géométrie de la sphère et ses applications à la trigonométrie, pour lesquelles il a inventé des dispositifs calculateurs. Il a également travaillé sur le problème des miroirs et il a publié sur la théorie des miroirs sphériques concaves.
En 1593, Il fait partie des mathématiciens « du monde entier » pressentis par Adrien Romain pour résoudre son équation de degré 45, et dont François Viète triomphera.
Il a aussi publié un commentaire sur Geographia de Ptolémée (Cologne, 1596) et devint, en 1599, l'astrologue officiel du duc de Mantoue.
En 1610, l'un de ses disciples, Martin Horky, publie, sans consulter son maître, un pamphlet contre le Sidereus nuncius, ouvrage de Galilée présentant ses premières observations à la lunette astronomique (la Lune, les étoiles, et les satellites de Jupiter ou « astres médicéens »). Horky prétend que les astres médicéens n'ont pas servi aux astrologues pour faire leurs thèmes, et, par là, ne servent donc à rien — Dieu ne créant rien d'inutile, ces astres ne peuvent donc exister. Les partisans de Galilée lui rétorquent que ces astres existent pour une utilité, celle de le faire enrager. Son disciple étant devenu la risée de toute l'université, Magini le chasse.
En tant que cartographe, Magini a travaillé toute sa vie à la préparation de Italia ou Atlante geografico d'Italia (Atlas géographique de l'Italie), imprimé après sa mort par son fils en 1620. Il a été conçu pour inclure les cartes de toutes les régions de l'Italie avec la nomenclature exacte et des notes historiques.
Il se serait également intéressé à la métoposcopie et aurait écrit un ouvrage sur le sujet, publié à Venise en 1654 sous le nom de Cero Spontini.
En astrologie, la méthode de domification attribuée à Placidus fut déjà décrite par Magini dans son Canon astronomique.
Il correspondait avec Tycho Brahe, Clavius, Abraham Ortelius et Johannes Kepler. Sa correspondance a été éditée en 1886 par Antonio Favaro.
Il est mort à Bologne le 11 février 1617.

## Hommages
Le cratère lunaire Maginus porte son nom.

### Sources
- (en) Projet Galilée
- (en) Les quadrants de Magini